# Jesse Young
Jesse Wade Young (Peterborough, Ontario, 29 d'abril de 1980) és un jugador de bàsquet professional amb nacionalitat irlandesa i canadenca.

## Carrera esportiva
Els seus primers passos van ser a l'institut de la ciutat on va néixer, a Ontario. Als dinou anys va entrar en l'NCAA per jugar a la Universitat George Mason, on va jugar durant quatre temporades abans de donar el salt a la lliga LEB espanyola. Aquest salt es va produir en la temporada 2003-04, passant a formar part de la plantilla del Drac Inca durant només un any, a causa del interès del DKV Joventut. Amb la Penya va guanyar una Eurocopa FIBA i una Lliga catalana en les dues temporades que hi va jugar.
La temporada 2007-08 va fitxar per l'Estudiantes, i la següent al Club Bàsquet Múrcia. En la temporada 2009-10 abandonaria la lliga espanyola per jugar amb el Bancatercas Teramo de la lliga italiana. Després de ser agent lliure durant la primera part de la següent temporada, el gener de 2011 va tornar a fitxar per Bancatercas Teramo Basket fins al final de la temporada. El 14 de desembre de 2011 Young va anunciar que es retirava del bàsquet.